# Adrien Launay
Pour les articles homonymes, voir Launay.
Adrien-Charles Launay, né au Meslay-du-Maine le 21 octobre 1853, mort  le 21 avril 1927 à Antibes, est un religieux, prêtre de la Société des Missions étrangères, historien et archiviste de la Société des Missions étrangères de 1884 à 1927.

## Biographie
Adrien Launay entre au séminaire des Missions étrangères en 1874. Il est ordonné prêtre le 24 février 1877. Il part pour la Cochinchine le 5 avril de la même année. Il est nommé à Mỹ Tho, comme vicaire et aumônier de l'hôpital militaire. En 1879, il est chargé du district de Cai-de et Cai-thia. Il tombe malade peu après, et doit alors se reposer au sanatorium de Béthanie de Hong Kong. Il est obligé en 1882 de rentrer en France.
Le Père Launay demande en 1884 à repartir en mission, mais ses supérieurs jugent ce départ prématuré ; ils lui confient la rédaction des Tables des Archives du Séminaire. Au bout de dix ans, il publie une Table analytique de 12 volumes et une Table alphabétique de 4 volumes. En parallèle à ces travaux, il écrit de nombreux ouvrages sur l'histoire de la Société des Missions étrangères, sur l'histoire générale et particulière des différentes missions. Il publie aussi un atlas des Missions de la Société des Missions Étrangères.
Il se rend en Inde en 1896, puis effectue un voyage en Chine en 1898. Il rentre en France en 1899, et reprend alors ses travaux. Il continue à publier de nombreux ouvrages. Il quitte le séminaire de Paris en décembre 1926 pour se reposer à Juan-les-Pins. Il y meurt le 21 avril 1927. Il est inhumé dans le caveau des Missions Étrangères à Marseille.

## Publications
(liste non exhaustive)

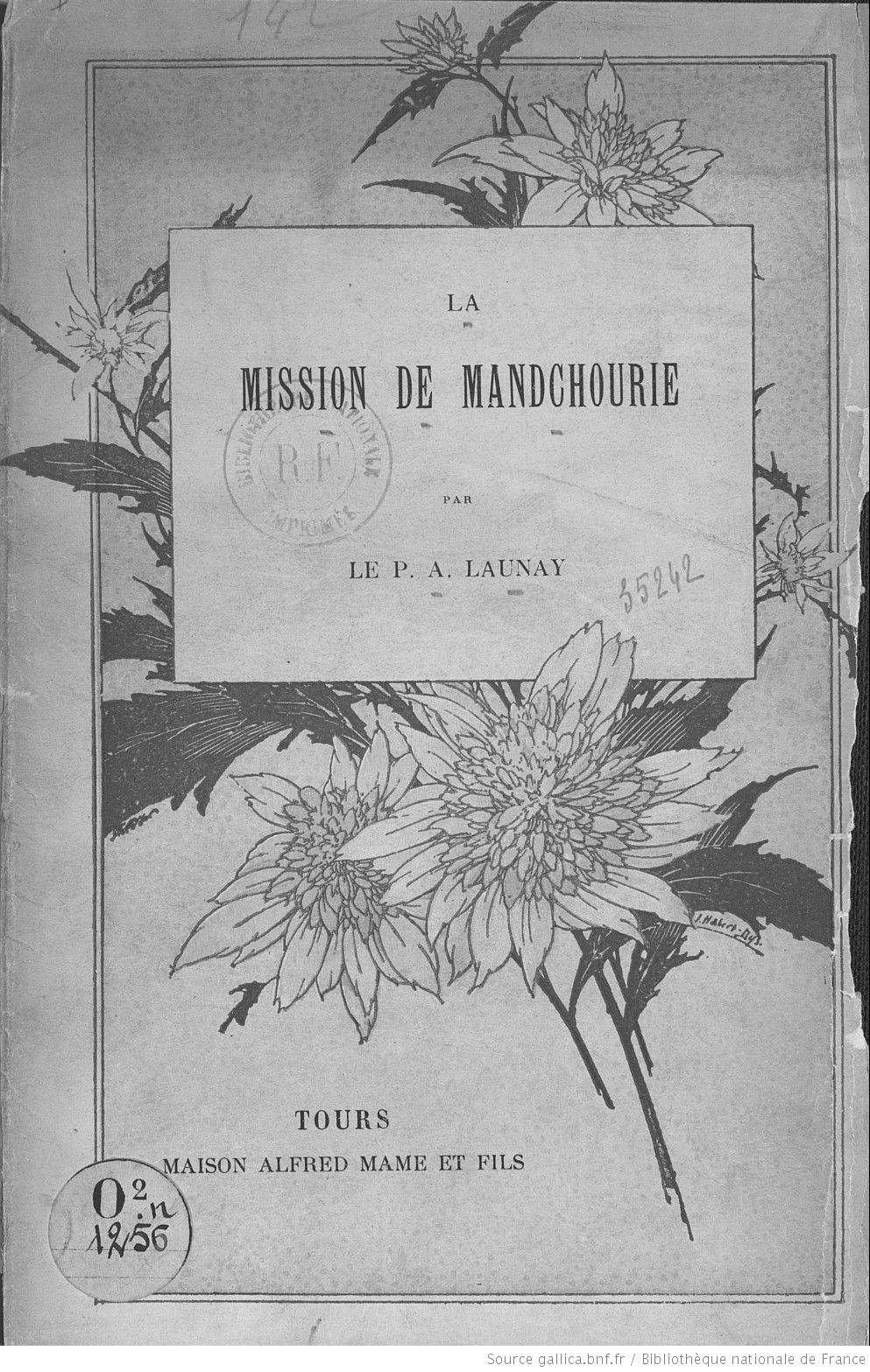
La Mission de Mandchourie (1905).

- Histoire ancienne de l'Annam, Tong-Kin et Cochinchine, Paris, Challamel aîné, 1884, 251 pages
- Le Séminaire des Missions étrangères pendant la Révolution 1789-1805, Vannes, Lafolye frères, 1888
- Mgr Retord et le Tonkin catholique 1831-1858, Lyon, Vitte, 1893, 446 pages
- Histoire générale de la Société des missions étrangères, 3 vol., Paris, Téqui, 1894
- Siam et les missionnaires français, Tours, Mame & fils, 1896, 240 pages
- Histoire des missions de l'Inde, Pondichéry, Maïssour, Coïmbatour, 5 vol., Paris, Téqui, 1898
- Les Missionnaires français au Tonkin, Paris, Briguet, 1900, 226 pages
- Les Bienheureux de la Société des missions étrangères et leurs compagnons, Paris, Téqui, 1900, 331 pages
- La Corée et les missionnaires français, Tours, Mame & fils, 1901, 368 pages
- Histoire de la mission du Thibet, 2 vol., Lille, Desclée de Brouwer, 1903
- Histoire des missions de Chine, 3 vol., Paris, Lecoffre, puis Vannes, Lafolye frères, 1903-1908
- La Mission de Mandchourie, Tours, Mame & fils, 1905, 159 pages
- Mission du Se-tchoan, 2 vol., Paris, Téqui, 1920
- Histoire de la mission de Siam 1662-1811, Paris, Téqui, 1920, 393 pages
- Martyrs français et coréens, Paris, Téqui, 1925, 272 pages
- Histoire de la mission du Tonkin, Paris, Librairie orientale Maisonneuve, 1927